# Nicolavespa luiseno
Nicolavespa luiseno är en stekelart som beskrevs av Pinto 2005. Nicolavespa luiseno ingår i släktet Nicolavespa och familjen hårstrimsteklar. Inga underarter finns listade i Catalogue of Life.